# Collybia kidsonii
Collybia kidsonii är en svampart som först beskrevs av G. Stev., och fick sitt nu gällande namn av E. Horak 1971. Collybia kidsonii ingår i släktet Collybia och familjen Tricholomataceae.   Inga underarter finns listade i Catalogue of Life.